# Роми у Србији (књига)
Роми у Србији : између наковња сиромаштва и чекића дискриминације је монографска студија аутора Божидара Јакшића, објављена 2015. године у издању издавачке куће Most Art Jugoslavija из Земуна. Аутор фотографија је Giuseppe Salerno.

## О аутору
Божидар Јакшић (Сарајево, 1937) је студирао филозофију, историју и социологију у Сарајеву и Београду. Током деведесетих година учествовао у протестним и антиратним покретима и био оштар критичар ратне политике и национализма. Уз подршку Савета Европе, на личну иницијативу, организовао је пет међународних годишњих скупова о интеркултуралности (1994‒1998) уз учешће стручњака из свих новонасталих држава бивше Југославије, Европе, САД, Канаде, Јапана и Аустралије. Бави се историјом идеја, критичком анализом савременог друштва и проблемима Рома.

## О књизи
Божидар Јакшић, аутор ове књиге, је од најранијег детињства имао много додира са Ромима још од најранијег детињства, пошто је као дечак са њима делио избегличку судбину.
Књига преставља истраживачку студију чију основу чини став да нема слободног друштва без слободе појединца, а да се људска и мањинска права, грађанске слободе припадника националних мањина могу темељно анализирати истраживањем услова живота егзистенцијално најугроженијих, а то су Роми.
Јакшић став према Ромима се види у књизи: не скрива своју емпатију и поштовање према Ромима, јасно исказује свој став према понеким поступцима самопрокламованих и стварних ромских активиста и вођа. Циљ му је да допринесе бољем положају Рома у нашој земљи.